# 中苏边界冲突
1969年的中苏边界冲突是发生于1960年代中蘇交惡高潮时期，一系列中国和苏联之间的武装军事对抗。其中珍宝岛保卫战几乎导致了中苏之间爆發全面性战争。
1964年中苏边界谈判失败后，中苏关系持续紧张。1967年底至1968年初，在七里沁岛发生一系列小规模冲突事件。同年8月，苏联领导华沙条约组织武装入侵捷克斯洛伐克及提出有限主权论，被中华人民共和国政府认为是个极其严重的挑战，1969年連續的邊境衝突，也終促成中美1970年代的和解，中华人民共和国亦於1971年進入聯合國，并取代此前由中華民國在联合国中代表“中国”的席位。

## 珍宝岛事件

### 事件经过

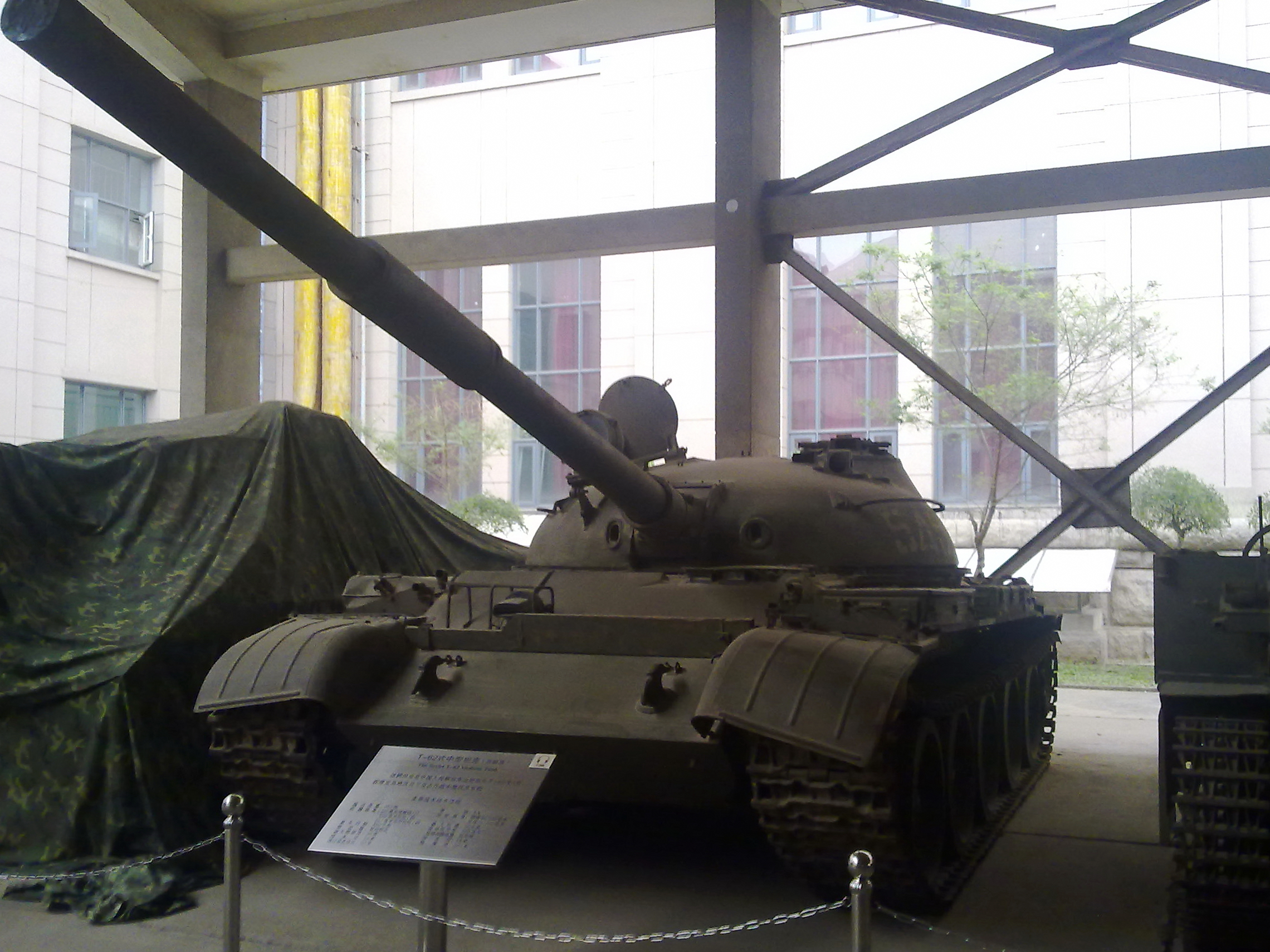
被缴获的苏军T-62坦克后来陈列于中国人民革命军事博物馆

1969年3月2日，苏军称发现中方有人上岛，便派出边防巡逻队上岛驱逐对方，被中方伏击，打死打伤数十人。3月15日和17日，中苏双方的边防部队在此再次发生武装冲突。苏军动用了坦克、装甲车、飞机和当时的秘密武器“冰雹火箭炮”。中国人民解放军使用了反坦克炮、无後座力炮、40火箭筒等轻武器和岸上的纵深炮火。双方都声称是对方蓄意挑衅，先开火。其后中方打退了对方的进攻，战斗之后中方控制全岛。这次战斗中方称为“珍宝岛保卫战”或“珍宝岛自卫反击战”。
3月15日的战斗中中國人民解放軍将一辆已经侵入中国境内，行进于封冻江面上的苏军當時最先進的T-62坦克装甲击傷，迫使其乘员弃车。在该日的战斗中，苏方指挥官边防总队长德莫克拉特·列昂诺夫上校阵亡。
3月17日为争夺坦克，双方互对炮击，但均没能将這辆坦克拉回。3月21日苏方不願讓中國獲得這個當時最先進的坦克，遂派出爆破组试图炸毁坦克被击退。之后苏军用炮火把坦克下的冰层击破，坦克沉入乌苏里江。
4月，中方派出海军潜水员将这辆坦克打捞出来，经测试后交予北京的中国人民革命军事博物馆作为展品陈列。

### 战斗损失

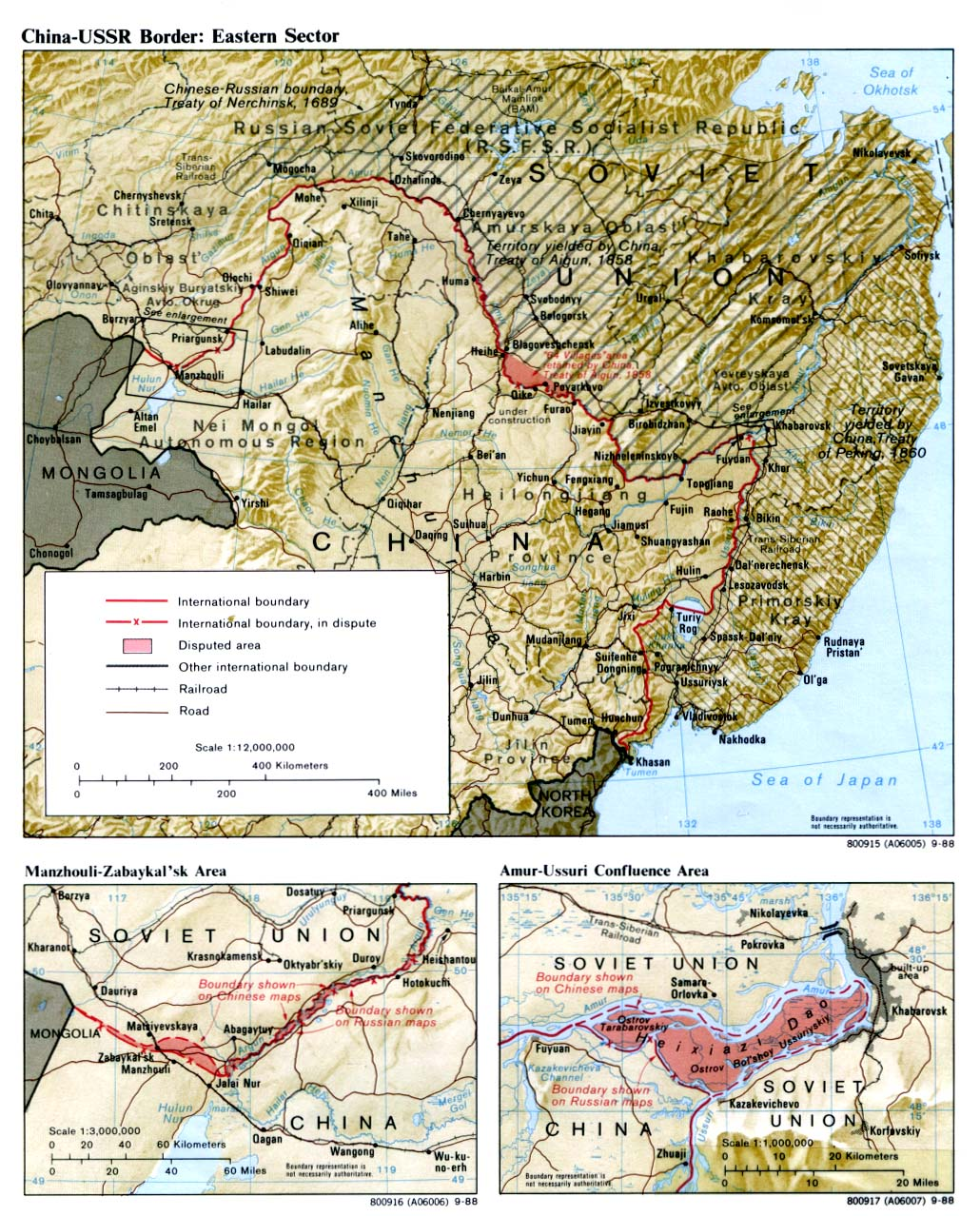
在额尔古纳河与黑龍江（阿穆尔河）的一些有争议的地区。珍宝岛在湖北部的东南。

在3月的冲突中，中国部队阵亡约20人，伤65人。苏联方面伤亡不详。整个事件中国部队共计约60人阵亡（包括在4月之后的T-62坦克争夺过程中阵亡的42人）

### 后续事件

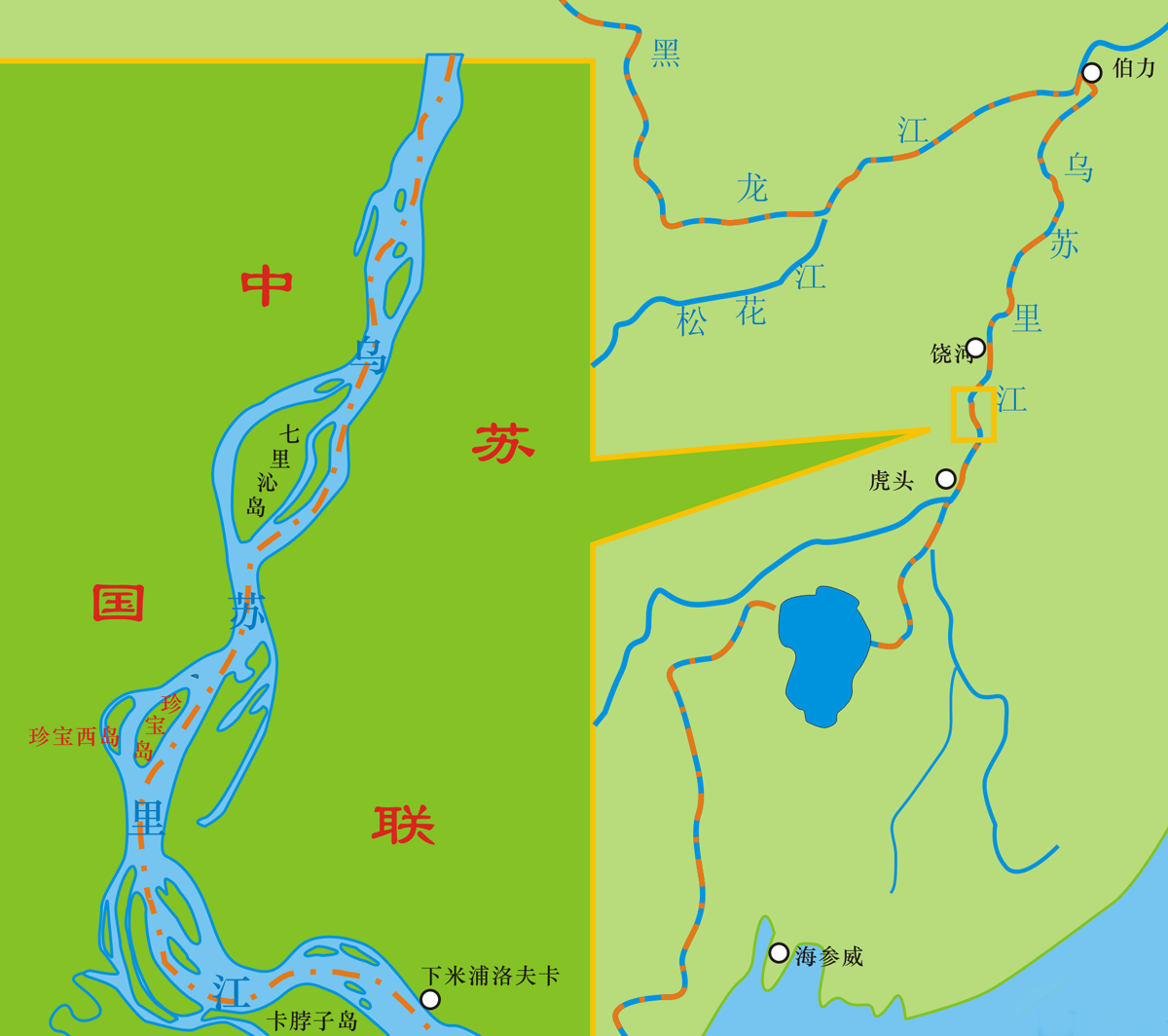
珍宝岛位置

中国政府于1969年5月24日发表声明：中苏边界问题演变到今天的地步，不是中国方面的责任。但是，中国政府仍然准备通过和平谈判全面解决中苏边界问题，反对诉诸武力。
苏联政府于1969年6月13日发表声明称：沙皇专制政府虽然崩溃了，但俄罗斯国家的边界不应该毁灭，即便簽訂了不平等條約。同日，美國國務院新任情报和研究署主任寫一份有關中蘇邊界衝突的報告給國務卿威廉·P·罗杰斯，其標題為《北京政府在沿著中蘇邊界中的戰術意圖》

## 塔斯提事件（孙龙珍事件）

### 事件经过
1969年6月10日，中苏边界西部地区的新疆塔城地区塔斯提河畔（巴尔鲁克山），苏联边防部队与中国牧民发生冲突，中国女牧民孙龙珍，被苏军开枪殺害。附近赶来的中国边防部队开火还击，冲突升级。

### 战斗损失
據報，中国军队无伤亡。並擊斃苏联方面18人，数人负伤。

### 事件后果
随着东部边界的冲突，紧张的局势蔓延到了中苏边界的西部区域，即新疆一帶。

## 八岔岛事件

### 事件经过
1969年7月8日，在八岔岛进行航标作业的苏联河流铁道工人与中国知識青年发生口角，苏联方面鸣枪示警未果，导致冲突爆发。
八岔岛位于黑龙江省东北部，同江市八岔乡西北黑龙江主航道中国一侧，在八岔赫哲族乡境内（1969年时属于抚远县管辖）。

### 战斗损失
苏联方面一艘巡逻艇沉没。17人死亡，6人负伤。中國方面未知。

### 后续事件
双方政府都在当天迅速地向对方提出了抗议照会，把八岔岛事件视为珍宝岛冲突后的又一个大规模武装冲突的前兆。

## 铁列克提事件

### 事件经过
1969年8月13日，中苏在西部边界铁列克提地区再次发生武装冲突。苏军出动直升机掩护坦克装甲部队，在炮火支援下和在铁列克提地区巡逻的两个中国边防军巡逻分队交火，其中一支巡逻分队28人（包括3名随军记者）被围全部牺牲。

### 战斗损失
中国部队阵亡28人，被俘1人，后被遣返。苏联方面阵亡2人，伤10人。

### 后续事件
苏联国防部长安德烈·格列奇科曾向苏共中央总书记列昂尼德·勃列日涅夫建议对中国实施核打击。1969年9月苏联部长会议主席阿列克谢·柯西金参加越南领导人胡志明的葬礼后路过北京，与中国国务院总理周恩来等会晤。之后局势得到缓解。因为双方都愿意防止大规模军事冲突。根据此次会谈时所达成的谅解，1969年10月20日，中苏两国外交部副部长级的边界谈判正式举行，谈判未取得任何进展。苏联向中苏边界增兵。中国开展“深挖洞、广积粮”的全国性战备运动。中苏关系也长期无法改善，直到1989年戈尔巴乔夫访华后两国关系才得以改善。1991年苏联解体后，经中国和哈萨克斯坦两国政府谈判，铁克列提的争议地区被划归中国。